# Острови Вороніна
Острови Вороніна - група з двох островів у східній частині Карського моря. Фактично, архіпелаг являє собою один 
острів з великою піщаною косою, що тягнеться на північний схід і відокремленою від головного острова вузькою і мілководною протокою. Острови розташовані приблизно в 130 км на захід від берегів Північної Землі і в 72 км на північний схід від островів Кірова. Назву острова отримали на честь Володимира Івановича Вороніна.
1. 1 2  GEOnet Names Server — 2018.